# Arion (häst)
För andra betydelser, se Arion (olika betydelser)
Arion (gammalgrekiska:'Ἀρίων, Ἀρείων, gen.: Ἀρίωνος, Ἀρείωνος) var inom grekisk mytologi en gudomlig, oerhört snabb, odödlig hingst med svart man. Enligt den latinske poeten Sextus Propertius kunde Arion tala. I olika berättelser tillskrivs hästen vara avkomma till Poseidon och Demeter, till Gaia, eller till Zefyros och Podarge. En av myterna berättar om Poseidon som förföljde Demeter. Hon förvandlade sig då till ett sto för att undkomma, men Poseidon förvandlade sig till en hingst och besteg Demeter, som senare födde hästen Arion. 
Den äldsta noteringen om Arion härstammar från Homeros, Iliaden. I den Trojanska cykeln rids Arion av Adrastus, kung av Argos. Enligt Pausanius, fick Herakles hästen Arion av Oncus när han drog ut i krig mot staden Elea.